# Сан Микеле (Анкона)
Сан Микеле (итал. San Michele) насеље је у Италији у округу Анкона, региону Марке.
Према процени из 2011. у насељу је живело 266 становника. Насеље се налази на надморској висини од 374 м.